# Maesa megalobotrya
Maesa megalobotrya är en viveväxtart som beskrevs av Elmer Drew Merrill. Maesa megalobotrya ingår i släktet Maesa och familjen viveväxter. Inga underarter finns listade i Catalogue of Life.